# St. Sebastian (Samswegen)

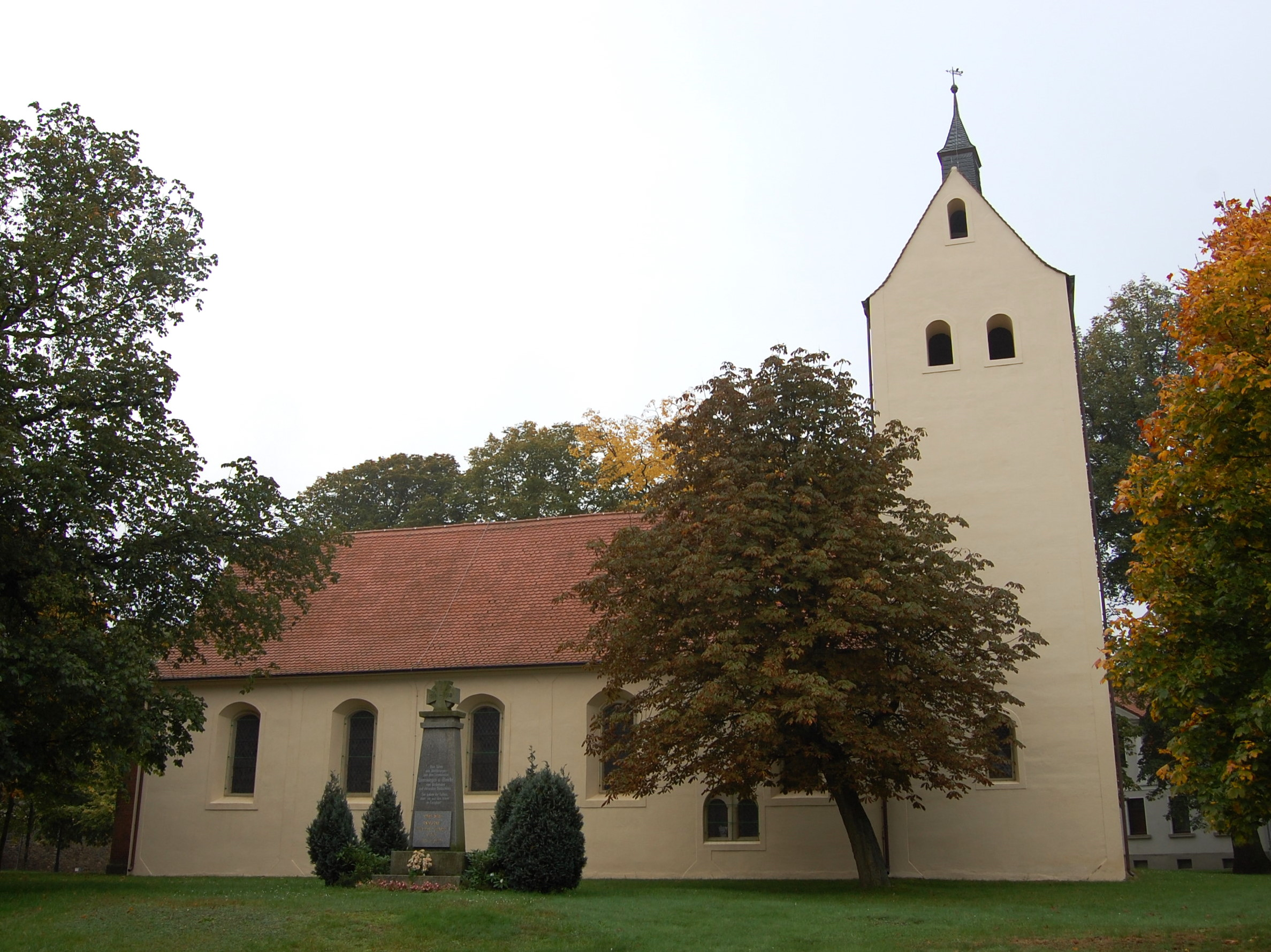
St. Sebastian

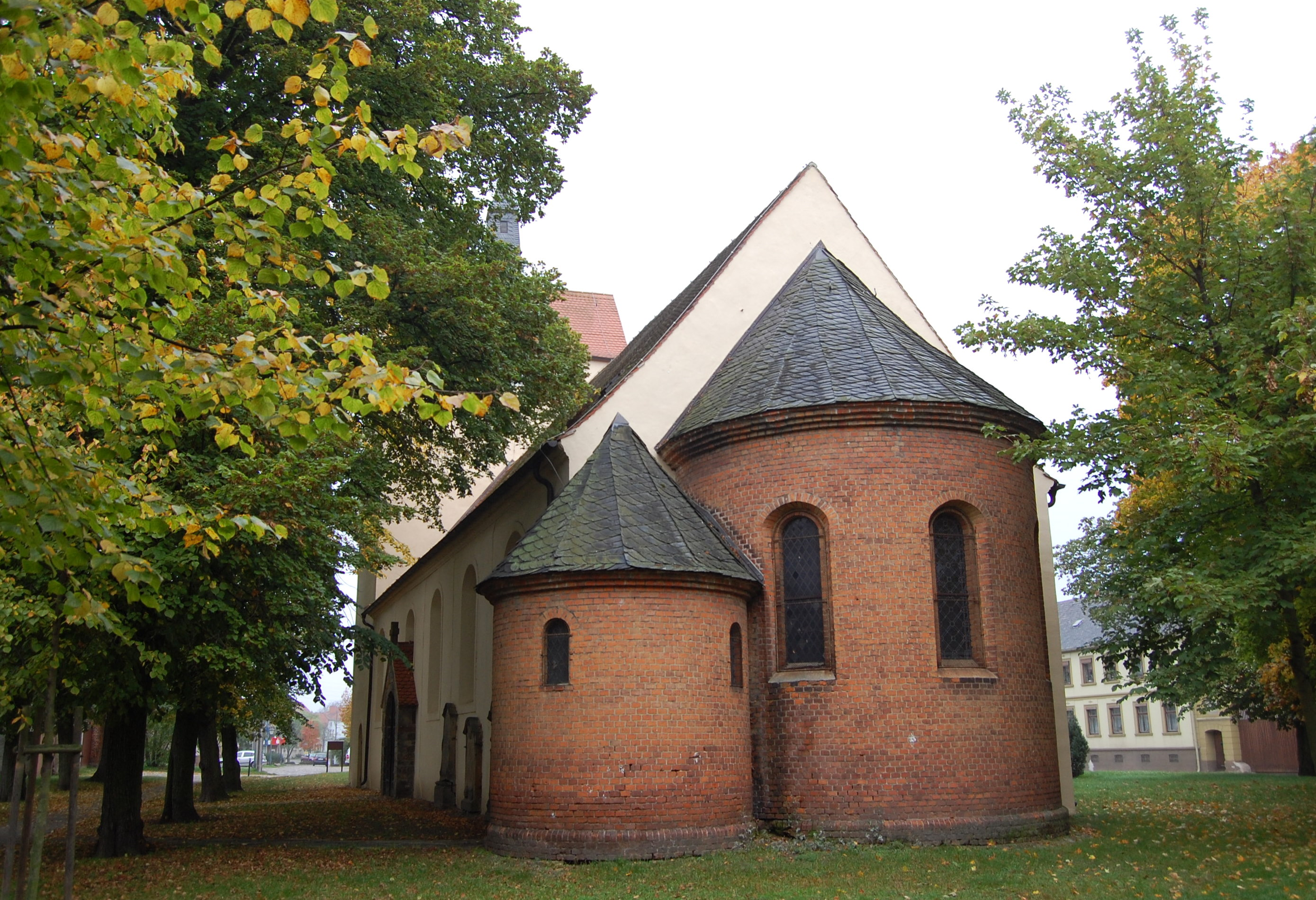
Ostseite mit Apsis und Sakristei

St. Sebastian ist die evangelische Kirche des zur Gemeinde Niedere Börde gehörenden Dorfes Samswegen in Sachsen-Anhalt.

## Architektur und Geschichte
Die Kirche geht bis auf das 12. Jahrhundert zurück. Es handelt sich um eine verputzte Saalkirche auf rechteckigem Grundriss. Westlich des Kirchenschiffs befindet sich der querrechteckige Kirchturm. Er ist von einem Satteldach bedeckt und verfügt über einen Dachreiter. Die Schallöffnungen sind als Rundbögen ausgeführt. Zum Ende des 17. Jahrhunderts erfolgte ein Umbau des Kirchenschiffs im Stil des Barock. Im Jahr 1890 wurde an der Ostseite des Schiffs eine halbrunde Apsis und südlich hiervon eine gleichfalls runde Sakristei in Backstein angefügt.
Der Zugang zur Kirche erfolgt von der Südseite durch ein mit Giebel versehenes Rundbogenportal aus Bruchstein, das in der Mitte des 19. Jahrhunderts entstand.
Eine Instandsetzung des Gebäudes erfolgte 1992.
Das Kircheninnere wird von einer flachen Decke überspannt. An der Westseite befindet sich eine Empore. Zwei ursprünglich zum Untergeschoss des Turms führende rundbogige Arkaden sind vermauert. Die Ausstattung wurde in der Zeit nach 1950 vereinfacht. In der Kirche befindet sich ein historisierender, 1890 geschaffener Schnitzaltar sowie eine von Orgelbaumeister August Troch, Neuhaldensleben, hergestellte neoromanische Orgel vom Ende des 19. Jahrhunderts. Der Altar, das Orgelgehäuse sowie die Kanzel wurden von der Firma Gustav Kuntzsch, Anstalt für kirchliche Kunst, Wernigerode, hergestellt. Der Taufstein in Form eines Kelches entstand jedoch bereits in der Gotik. Er verfügt über eine, auf einem kurzen Schaft ruhende, achteckige Kuppa.
Bemerkenswert ist der aufwendig gestaltete Grabstein der 1730 verstorbenen Sybilla Catharina von Börstel, der Domina des adeligen Fräuleinstifts in Wolmirstedt. Der Grabstein zeigt auf einem Relief eine kniende Darstellung der Verstorbenen mit einem Kruzifix. Unterhalb des Reliefs befindet sich eine Inschriftentafel. An der Seite des Steins wurde eine aus 16 Teilen bestehende Ahnenprobe eingearbeitet. An der 1696 von Johannes Greten gegossenen Bronzeglocke der Kirche befindet sich, neben dem Stifterwappen des Administrators Friedrich von Brandenburg, auch das Stifterwappen der Sybilla Catharina von Börstel.
Außen an der Kirche stehen mehrere Inschriftengrabsteine aus der Mitte des 18. Jahrhunderts.
Der DDR-Bürgerrechtler und spätere Landtagsabgeordnete für Bündnis 90/Die Grünen Hans-Jochen Tschiche lebte über längere Zeit im benachbarten Pfarrhaus der Kirchgemeinde.